# Justin Lamoureux
Justin Lamoureux (ur. 26 sierpnia 1976 w Red Bank, USA) – kanadyjski snowboardzista, wicemistrz świata.

## Kariera
Po raz pierwszy na arenie międzynarodowej pokazał się 28 marca 1997 roku w Big White, gdzie podczas zawodów FIS Race zajął 40. miejsce w halfpipe'ie. Nigdy nie wystąpił na mistrzostwach świata juniorów.
W zawodach Pucharu Świata zadebiutował 13 grudnia 1997 roku w Whistler, gdzie nie ukończył rywalizacji w halfpipe’ie. Pierwsze pucharowe punkty wywalczył 31 stycznia 1999 roku w Mont-Sainte-Anne, zajmując 12. miejsce w tej samej konkurencji. Na podium zawodów tego cyklu po raz pierwszy stanął 21 grudnia 2002 roku w Stoneham, kończąc rywalizację w halfpipe’ie na trzeciej pozycji. W zawodach tych wyprzedzili go jedynie Niemiec Vinzenz Lüps i Magnus Sterner ze Szwecji. W kolejnych startach jeszcze dwukrotnie plasował się w najlepszej trójce zawodów PŚ: 30 stycznia 2010 roku w Calgary był drugi, a 20 marca 2010 roku w La Molina trzeci w tej konkurencji. Najlepsze wyniki osiągnął w sezonie 2009/2010., kiedy to zajął 16. miejsce w klasyfikacji generalnej, a w klasyfikacji halfpipe’a wywalczył Małą Kryształową Kulę.
Na mistrzostwach świata w Whistler w 2005 roku zdobył srebrny medal w halfpipe’ie. Rozdzielił tam na podium Anttiego Auttiego z Finlandii i Kima Christiansena z Norwegii. Był to jego jedyny medal wywalczony na międzynarodowej imprezie tej rangi. Był też między innymi piąty w tej konkurencji podczas mistrzostw świata w Gangwon w 2009 roku. W 2006 roku wystąpił na igrzyskach olimpijskich w Turynie, gdzie zajął 21. miejsce. Brał też udział w igrzyskach w Vancouver cztery lata później, gdzie rywalizację ukończył na siódmej pozycji.
W 2013 roku zakończył karierę.

## Osiągnięcia

### Igrzyska olimpijskie
| Miejsce | Dzień     | Rok  | Miejscowość | Konkurencja | Zwycięzca   |
| ------- | --------- | ---- | ----------- | ----------- | ----------- |
| 21.     | 12 lutego | 2006 | Turyn       | Halfpipe    | Shaun White |
| 7.      | 17 lutego | 2010 | Vancouver   | Halfpipe    | Shaun White |

### Mistrzostwa świata
| Miejsce | Dzień       | Rok  | Miejscowość          | Konkurencja    | Zwycięzca           |
| ------- | ----------- | ---- | -------------------- | -------------- | ------------------- |
| 21.     | 27 stycznia | 2001 | Madonna di Campiglio | Halfpipe       | Kim Christiansen    |
| 47.     | 28 stycznia | 2001 | Madonna di Campiglio | Snowboardcross | Guillaume Nantermod |
| 31.     | 21 stycznia | 2005 | Whistler             | Big Air        | Antti Autti         |
| 2.      | 22 stycznia | 2005 | Whistler             | Halfpipe       | Antti Autti         |
| 15.     | 19 stycznia | 2007 | Arosa                | Big Air        | Mathieu Crepel      |
| 5.      | 23 stycznia | 2009 | Gangwon              | Halfpipe       | Ryō Aono            |
| 45.     | 24 stycznia | 2009 | Gangwon              | Big Air        | Markku Koski        |
| 18.     | 20 stycznia | 2011 | La Molina            | Halfpipe       | Nathan Johnstone    |
| 32.     | 20 stycznia | 2013 | Stoneham             | Halfpipe       | Iouri Podladtchikov |

### Puchar Świata

#### Miejsca w klasyfikacji generalnej
- sezon 1998/1999: 127.
- sezon 1999/2000: 121.
- sezon 2000/2001: 80.
- sezon 2001/2002: -
- sezon 2002/2003: -
- sezon 2003/2004: -
- sezon 2004/2005: -
- sezon 2005/2006: 83.
- sezon 2006/2007: 55.
- sezon 2007/2008: 54.
- sezon 2008/2009: 54.
- sezon 2009/2010: 16.
  - AFU[1]
- sezon 2010/2011: 50.
- sezon 2011/2012: 74.
- sezon 2012/2013: 161.

#### Miejsca na podium
1. Stoneham – 21 grudnia 2002 (halfpipe) - 3. miejsce
2. Calgary – 30 stycznia 2010 (halfpipe) - 2. miejsce
3. La Molina – 20 marca 2010 (halfpipe) - 3. miejsce